# Carnoustie Golf Links
Carnoustie Golf Links ist einer der Austragungsorte der British Open sowie einer der 3 Austragungsorte der Alfred Dunhill Links Championship und befindet sich in der ostschottischen Kleinstadt Carnoustie, Angus.  Auf Grund seiner Schwierigkeiten wurde Carnoustie auch als Car-Nastie bekannt und als einer der schwierigsten Open-Plätze gefürchtet. Eine weitere Besonderheit des Platzes ist der Barry Burn- ein kleines sich durch mehrere Spielbahnen ziehendes Fließ. Sowohl 1999 als auch 2007 sollte das Wasserhindernis am 18. Loch Geschichte schreiben und über den Ausgang der Open entscheiden.

## Geschichte
Golf wurde im nur wenige Kilometer vom schottischen St Andrews entfernten Carnoustie schon im 16. Jahrhundert gespielt. Der ursprüngliche Originalplatz (über 10 Löcher) zog sich bereits entlang des Barry Burn. Wachsendes öffentliches Interesse veranlassten 1867 einen ersten kompletten Umbau sowie eine Erweiterung auf 18 Loch durch Old Tom Morris. Weitere Umbauten erfolgten durch die Architekten James Braid 1926 und James Wright 1937. Später wurden die beiden neueren 18-Loch Plätze Burnside und Buddon hinzugefügt.

## The Open Championship
Bisher wurde die British Open achtmal in Carnoustie ausgetragen. Die Entscheidung in den Jahren 1975, 1999 und 2007 fiel erst im Stechen. Die Open 1999 ist eng mit dem Namen des französischen Golfers Jean Van de Velde verbunden, der am letzten Loch der Meisterschaft mit einer komfortablen Führung seinen Ball im Barry Burn versenkte und mit seinen Versuchen, aus dem Wasser zu spielen, scheiterte.
2007 gelang es dem irischen Golfer Pádraig Harrington nach gleich 2 Ballverlusten auf der 18. Spielbahn, sich ins Stechen über 4 Löcher gegen den Spanier Sergio García zu retten und dort mit einem Schlag Vorsprung zu gewinnen.
2018 errang der Italiener Francesco Molinari mit 2 Schlägen Vorsprung seinen ersten Sieg in einem Major-Turnier, gleichzeitig war dies der erste Sieg eines Europäers bei einem Major-Turnier seit April 2017.
| Jahr | Gewinner           | Nationalität       | Score | Score | Score | Score | Score      |
| Jahr | Gewinner           | Nationalität       | R1    | R2    | R3    | R4    | Total      |
| ---- | ------------------ | ------------------ | ----- | ----- | ----- | ----- | ---------- |
| 1931 | Tommy Armour       | Vereinigte Staaten | 73    | 75    | 77    | 71    | 296        |
| 1937 | Henry Cotton       | England            | 74    | 72    | 73    | 71    | 290        |
| 1953 | Ben Hogan          | Vereinigte Staaten | 73    | 71    | 70    | 68    | 282 (−6)   |
| 1968 | Gary Player        | Südafrika          | 74    | 71    | 71    | 73    | 289 (+1)   |
| 1975 | Tom Watson         | Vereinigte Staaten | 71    | 67    | 69    | 72    | 279 (−5) S |
| 1999 | Paul Lawrie        | Schottland         | 73    | 74    | 76    | 67    | 290 (+6) S |
| 2007 | Pádraig Harrington | Irland             | 69    | 73    | 68    | 67    | 277 (−7) S |
| 2018 | Francesco Molinari | Italien            | 70    | 72    | 65    | 69    | 276 (−8)   |

- S = Die Entscheidung fiel im Stechen

## The Senior Open Championship
Die Senior Open Championship wurde 2010 erstmals in Carnoustie ausgetragen. Bernhard Langer trug sich damit als erster in die Siegerliste der Senioren auf diesem Platz ein.
| Jahr | Gewinner        | Nationalität | Score | Score | Score | Score | Score    |
| Jahr | Gewinner        | Nationalität | R1    | R2    | R3    | R4    | Total    |
| ---- | --------------- | ------------ | ----- | ----- | ----- | ----- | -------- |
| 2010 | Bernhard Langer | Deutschland  | 67    | 71    | 69    | 72    | 279 (−5) |

## The Women’s British Open
2011 ist Carnoustie erstmals Gastgeber der Women’ British Open
| Jahr | Gewinner   | Nationalität | Score | Score | Score | Score | Score    |
| Jahr | Gewinner   | Nationalität | R1    | R2    | R3    | R4    | Total    |
| ---- | ---------- | ------------ | ----- | ----- | ----- | ----- | -------- |
| 2011 | Yani Tseng | Taiwan       | 71    | 66    | 66    | 69    | 272(−16) |